# Frans Huysmans
Franciscus Johannes Huysmans (Utrecht, 9 september 1885 – Zwolle, 25 juni 1954) was een Nederlands kunstschilder die verwant is met de Bergense School. Hij signeerde en schreef zijn naam altijd als "Huysmans" (met y), maar bij de burgerlijke stand stond hij ingeschreven onder de naam "Huismans" (met i).

## Leven

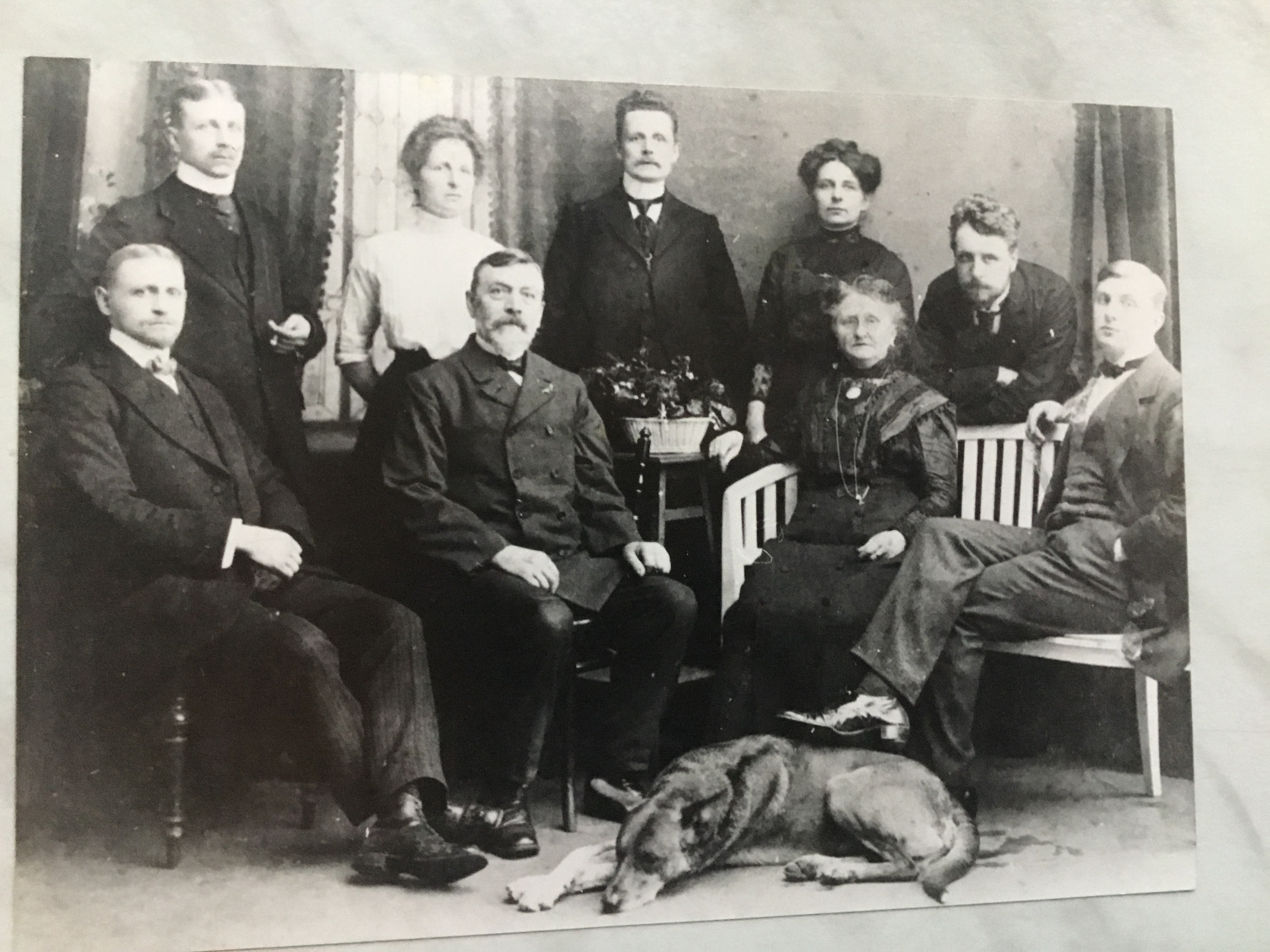
Groepsportret familie Huysmans. Frans is waarschijnlijk de tweede van rechts, die op de rugleuning steunt met zijn armen.

Frans Huysmans werd geboren in een groot rooms-katholiek gezin. Zijn broers Dio Huysmans en Willem Huysmans waren acteurs. Hij volgde zijn artistieke opleiding aan de Rijksacademie voor Beeldende kunsten te Amsterdam en de Koninklijke Academie voor Schone Kunsten van Antwerpen. Hij woonde van 1913–1929 in Schoorl waar hij Henri Le Fauconnier leerde kennen. In 1929 verbleef hij enige tijd in New York. Hij is vier keer getrouwd geweest. Een van zijn echtgenotes was Rie Kooyman. Behalve in Schoorl, heeft hij in Bergen, Egmond, Soerel (Gld.) en Nunspeet gewoond. Tijdens de periode in Bergen ging hij onder andere om met Arnout Colnot en Dirk Filarski. Aan het eind van zijn leven leed hij aan de schildersziekte loodvergiftiging. Na zijn overlijden is in Nunspeet een straat naar hem vernoemd.

## Werk
Hij heeft landschappen geschilderd in de trant van de Haagse School. Zijn werk vertoont ook kenmerken van de Bergense School, een stroming die figuratie kent met kubistische invloeden en een expressionistische toets in donkere tinten.
Hij was lid van De Onafhankelijken in Amsterdam en heeft les gegeven aan J.G. de Lange, J.H. Wagenaar en Henk de Vries (1891-1985).

## Openbare collecties
- Stedelijk Museum Alkmaar
- Noord-Veluws Museum, Nunspeet